# Ezequiel Horacio Rosendo
Ezequiel Horacio Rosendo (* 6. března 1985 Gerli, Buenos Aires, Argentina) je argentinský fotbalový záložník, který momentálně působí v českém klubu FK Baník Most.

## Kariéra
V Argentině začínal v týmu El Porvenir, odtud ho získal argentinský prvoligový klub Argentinos Juniors. V létě 2006 trénoval v Blšanech a v srpnu si ho z farmy vzal Most do ligového mužstva, ovšem na podzim hrál jen za divizní B-tým. V zimě byl uvolněn na půlroční hostování do druholigových Blšan, ze kterého se v létě 2007 vrátil.